# Fitzroy Hoyte
Fitzroy Hoyte (* 6. Juli 1940 in Barataria; † 10. September 2008 in Champs Fleurs) war ein Radrennfahrer aus Trinidad und Tobago.

## Sportliche Laufbahn
Hoyte war im Bahnradsport aktiv. Er war Teilnehmer der Olympischen Sommerspiele 1964 in Tokio. Im Sprint unterlag er im Vorlauf gegen Ulrich Schillinger, im Hoffnungslauf gegen Roger Gibbon.
Bei den Commonwealth Games 1966 wurde er Fünfter im Sprint.